# Sony Ericsson Xperia mini
A Sony Ericsson Xperia mini androidos okostelefon, amelyet a gyártó Sony Ericsson 2011 augusztusában dobott piacra. Kijelzője 3 hüvelykes (76 mm), 320×480 pixel felbontású kapacitív érintőképernyő. Alapjellemzője még az 1 GHz-es Snapdragon processzor, az 5 megapixeles kamera, az 512 MB belső memória és a mellékelt 2 GB-os microSD kártya.
A készülék párja az Xperia mini pro, amely rendelkezik kicsúsztatható gombsorral és előlapi kamerával is.

## Áttekintés
A telefon környezetvédelmet előtérbe helyező csomagolásában a telefonon kívül a töltő, egy USB kábel és egy fülhallgató található. A készülék Android 2.3.3, azaz a „Gingerbread” operációs rendszerrel van felszerelve (Android 4.0-ra, azaz „Ice Cream Sandwich”-re frissíthető), a kijelzőn az élességet, az élénk színeket és a kontrasztot a Sony Bravia Mobile Engine szoftver biztosítja. A kijelző mérete – az előd X10 mini 2,55 hüvelykje után – 3 hüvelykes lett, felbontása 320×480 pixel (HVGA), a pixelsűrűség 192 ppi, és LED megvilágítással rendelkezik. Kezelőfelületét a Sony Ericsson alakította ki, amelynek jellemzője, hogy a négy sarokban van elhelyezve négy funkció, és a többujjas érzékelésre is alkalmas.
Az Xperia mini kamerája 5 megapixeles, maximális felbontása 2592×1944 pixel, autofókusszal, kis LED-es vakuval. HD videót is lehet vele rögzíteni, 720p-ben (1280×720 pixel). Álló helyzetben mobilos gombsoron, fekvő helyzetben QWERTZ-billentyűzetes érintőképernyős megoldással lehet gépelni.
A készülékben 1 GHz-es Snapdragon processzor, Adreno 205-ös GPU és fél gigás RAM dolgozik. A belső tárhely 512 MB-os, a mellékelt microSD kártya 2 GB-os, de  32 GB-osig bővíthető.  A letöltés legfeljebb 7,2 Mbit/s-os, a feltöltés 5,76 Mbit/s-os, a Wi-Fi-je 802.11 b/g/n szabványú. Kábeles csatlakoztatásra USB kábel szolgál, a Bluetooth 2.1-es verziójú. Akkumulátora 1200 mAh-s.
Az Xperia miniben a szokásos szoftverek, szolgáltatások megtalálhatók. A névjegyzékhez sok forrásból érkezhet plusz információ: a SIM-ről, a telefon saját memóriájából és számos webes adatbázisból (Facebook, Google fiók, Exchange kontaktlista). Az üzenetkezelés terén az SMS-en és az MMS-es kívül van POP3/IMAP4 e-mail, Gmail, illetve egy Moxier nevű külső program segítségével vállalati levelezés is lehetséges.
A Sony Ericsson Xperia mini fekete, fehér, kék, és bordó színekben készült. Egyes változatokhoz gyárilag adtak egy eltérő színű hátlapot is.